# Luková (Brodek u Přerova)
Luková (deutsch Lukowa) ist ein Ortsteil von Brodek u Přerova in Tschechien. Er liegt sechs Kilometer nordwestlich von Přerov und gehört zum Okres Přerov.

## Geographie
Luková befindet sich am Übergang der Oderberge zum Hornomoravský úval (Obermährische Senke). Der nördliche Teil des Dorfes liegt in den letzten Ausläufern des Berglandes, der südliche Teil in der Ebene. Östlich erhebt sich die Malá Lipová (273 m) und im Nordwesten der Stráž (215 m). Durch Luková führt die Staatsstraße II/150 zwischen Přerov und Prostějov.
Nachbarorte sind Hráza, Mladý Kaláb und Kokory im Norden, Žeravice und Lapač im Nordosten, Na Žernové im Osten, Rokytnice im Südosten, Císařov im Südwesten, Citov im Westen sowie Brodek u Přerova im Nordwesten.

## Geschichte
Die erste schriftliche Erwähnung von Lucowa erfolgte 1385. Seit 1397 wurde der Ort als Lukowa, ab 1555 als Luková, 1675 als Luckow, 1718 als Lukow, 1720 als Lukawa und 1771 als Lukowa und Lukovium bezeichnet. Die Matrikeln wurden ab 1629 in Přerov und seit 1700 in Kokory geführt.
Nach der Aufhebung der Patrimonialherrschaften bildete Luková/Lukowa eine Gemeinde in der Bezirkshauptmannschaft Kremsier. Im Jahre 1855 wurde die Gemeinde dem Bezirk Prerau und 1868 wieder dem Bezirk Kremsier zugeordnet. Seit 1877 gehört das Dorf zum Okres Přerov. 1886 wurde im Oberdorf eine Schule eingeweiht. 1893 entstand unterhalb der Schule ein Dorfteich. Wegen zu geringer Schülerzahl wurde 1974 der Unterricht in Luková einstellt und die Kinder nach Brodek u Přerova umgeschult. Das an die Schule angrenzende Spritzenhaus wurde 1976 zum Kulturhaus umgestaltet. Im Jahre 1976 wurden die Gemeinden Luková und Císařov dem Örtlichen Nationalausschuss (MNV) Brodek u Přerova anschlossen und 1983 gänzlich eingemeindet. Im Jahre 1991 lebten in Luková 179 Menschen. 1998 wurde die ehemalige Schule zum Wohnhaus umgebaut. Beim Zensus von 2001 wurden in Luková 70 Häuser mit 206 Einwohnern gezählt. Zu Beginn des Jahres 2011 bestand der Ortsteil Luková aus 76 Häusern und hatte 212 Einwohner.

## Sehenswürdigkeiten
- Kapelle Johannes des Täufers, im Zentrum des Oberdorfes. Sie wurde 1817 errichtet und 1842 vergrößert. Nach dem Brand von 1897 wurde sie neu aufgebaut.
- Steinernes Kreuz, vor der Kapelle
- Gedenkstein für die Opfer des Ersten Weltkrieges, im Oberdorf am Ortsausgang nach Kokory